# Plestia
Plestia è un'antica città umbra, oggi a cavallo tra la Provincia di Macerata e quella di Perugia, posta a 99 miglia da Roma, seguendo la via della Spina, scomparsa nel X secolo per cause sconosciute. Era situata sull'altopiano di Colfiorito nella zona della chiesa di Santa Maria di Pistia, sulle rive del Lacus Plestinus bonificato in seguito con la costruzione del collettore Botte dei Varano. Si trovava in una posizione che è a cavallo del confine tra le attuali regioni Umbria e Marche.

## Territorio
Al centro del piano del Casone, dove oggi, nonostante le bonifiche, in inverno si formano ancora specchi d'acqua, si trovava l'antico Lacus Plestinus e si diramavano le seguenti strade:
- strada di Valle Vaccagna, che collegava il piano di Colfiorito a quello di Annifo, attraversa il passo di Collecroce (872 m s.l.m.), tocca Bagnara e Nocera Umbra giungendo alla via Flaminia;
- strada di Bocchetta della Scurosa, che conduceva a Pioraco sul fiume Potenza;
- strada del fiume Chienti che giungeva al mare Adriatico;
- strada Plestia verso Pieve Torina (Plebs Torini) fino alla Valnerina;
- la via della Spina che portava a Spoleto.

Anche durante la massima espansione del lago rimasero aperti i valichi a Nord e a Est e il fatto che si incontrassero qui il cardo e il decumano favorì gli insediamenti.

## Assetto urbano

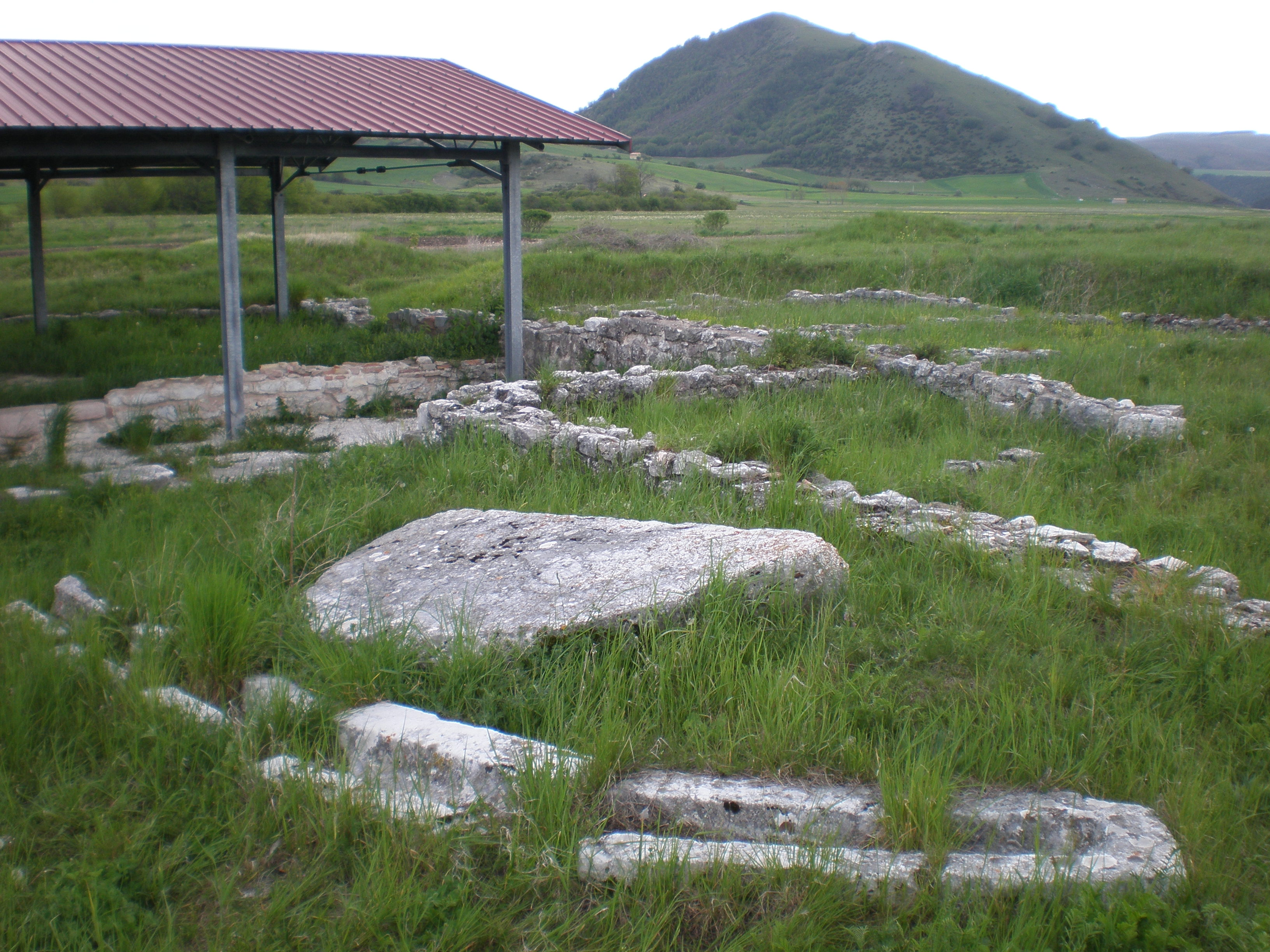
Scavi archeologici di Plestia: resti di abitazioni private

L'area urbana, di circa 35 ettari nel I secolo a.C., era delimitata ad est dalla linea di costa del lago mentre a sud il limite viene individuato a circa 200 m dall'attuale chiesa di Santa Maria di Pistia grazie a fotografia aerea; incerti gli altri anche se il santuario della dea Cupra, poche centinaia di metri a nord della chiesa, doveva essere già fuori dall'abitato. Gli assi stradali erano ortogonali orientati N-S/E-W e il foro della città viene identificato all'incrocio tra la via della Spina e la via nucerina.
Sotto la chiesa si trovano i resti di un imponente edificio pubblico di età repubblicana, interpretato come tempio o portico; a sud e a est, in territorio marchigiano,  un altro importante edificio pubblico in opus quadratum dello stesso periodo. A questi si sono sovrapposti insediamenti più recenti, probabilmente botteghe affacciate su un'area pubblica lastricata dotata di marciapiede.
Una canaletta in travertino e un colonnato sono stati individuati nella zona antistante alla chiesa.
Resti di abitazioni private sono stati portati alla luce al lato opposto della strada che da Colfiorito conduce a Taverne di Serravalle di Chienti. Fra questi si trovano due ricche domus con pavimenti in mosaico databili tra fine età repubblicana e inizi età imperiale. In una dei esse si riconosce il cortile con colonnato e canalette, lastre di pietra a copertura delle fognature, il tablinio e altri ambienti di rappresentanza.
La ricchezza degli edifici pubblici e delle domus testimoniano la centralità di quest'area nell'assetto urbano e più in generale l'importanza della città nel periodo del controllo romano.

## Origini
Reperti risalenti al Paleolitico superiore individuati nella località Fonte delle Mattinate, un ripostiglio di asce dai margini rialzati ai piedi del monte Trella e altri ritrovamenti sporadici riconducibili all'età del bronzo (fine III millennio a.C.) testimoniano l'importanza fin dalla preistoria degli altopiani di Colfiorito negli itinerari transappenninici come punto nodale tra i territori tirrenici e quelli adriatici.
Fondi di capanna risalenti agli inizi dell'età del ferro e 250 tombe a fossa semplice con corredo, datate dagli inizi del IX secolo a.C. alla fine del III secolo a.C., testimoniano che l'area fu occupata da insediamenti stabili già dalla fine del X secolo a.C. e sembra aver avuto rapporti con gli ambienti etrusco e piceno. Nella seconda metà del VII secolo a.C. si conclude il processo di differenziazione sociale con l'affermazione di un'aristocrazia montanara, un maggior benessere della comunità e un conseguente aumento demografico ben documentati nella necropoli e nell'estensione degli insediamenti. Questi erano allora prevalentemente di sommità per il controllo delle vie di transito e il castelliere di monte Orve, con cinta muraria in opera poligonale lunga 1,3 km, una serie di terrazze artificiali e l'arce alla sommità con fortificazione propria e sacello, sembra fosse il più importante.
Ad occupare la zona erano i Plestini, popolo umbro diffuso su un territorio di 120–130 km² delimitato a ovest dalla media Valle del Topino e dalla Valle del Menotre, ad est dalle montagne del territorio camerte. Il loro nome, secondo alcuni, deriverebbe dai filistei (in ebraico פלשתים plishtim) che ebbero rapporti con i piceni. Ampliando quanto detto da Polibio, Livio e Cornelio Nepote, ne parlano già Plinio e Appiano permettendo ai moderni studiosi di localizzare in questa zona lo scontro della II guerra punica (217 a.C.) tra 4000 cavalieri romani, in fuga dopo la battaglia del Trasimeno, comandati dal pretore Gaio Centenio e le truppe cartaginesi di Maarbale.
Dal VI secolo a.C. al I secolo a.C. fu in funzione un luogo di culto dedicato alla dea Cupra. Nato come santuario "federale" per le popolazioni dei castellieri, svolse in una comunità non urbanizzata una funzione di aggregazione anche dal punto di vista politico e per servizi di tipo emporico attirando la popolazione a stabilirsi in pianura.
Tra il IV e il II secolo a.C. nel processo di romanizzazione, ossia di omogeneizzazione culturale delle tribù italiche, entrano in crisi l'assetto politico e sociale, l'organizzazione territoriale paganico-vicana, il modello insediativo basato sui castellieri e si intensificano i trasferimenti a valle con la creazione di ville rustiche per il controllo economico, ma non strategico e militare, del territorio.
I plestini furono coinvolti probabilmente nel foedus aequum del 309 a.C. tra Camerti e Romani che gli permise di conservare una certa autonomia. Nel III secolo a.C. venne loro concessa la cittadinanza sine suffragio e la qualità di prefettura; nel II secolo a.C. la cittadinanza optimo iure e l'iscrizione nella tribù Oufentina.
L'area sacra a Cupra continuava ad esercitare la sua funzione di attrazione per centralità e ricchezza di acque e perciò fu qui che, in avanzata età repubblicana, dopo forse la guerra sociale del 90 a.C., si compì il processo di urbanizzazione che portò alla nascita della città di Plestia, con la creazione della Res Publica Plestinorum, municipio romano della VI Regio augustea.

## Economia e attività
Superata l'organizzazione sociopolitica di modello paganico-vicano dei castellieri, la potenza romana che conservava l'interesse per l'antica viabilità, assunse il controllo strategico del territorio con accordi (foedera) o vincoli politici e amministrativi. Permase il ruolo di nodo stradale favorevole agli scambi che porterà le attività economiche verso il commercio e il controllo delle merci di passaggio.
Da alcune iscrizioni si apprende la presenza di un curator rei publicae,un quattuorvir, un quaestor, un sevir augustalis, un aedilis e un Ordo Plestinorum.
La Passio sancti Feliciani, scritta nel VI secolo, attribuisce l'evangelizzazione di Plestia a san Feliciano vescovo di Foligno e di Forum Flaminii, cioè tra il 248 e il 251, ma probabilmente la sede episcopale è più recente di uno o due secoli. Al tempo di papa Simmaco, nei sinodi di Roma del 499 e del 502 compare un Florentius Plestinus e, visto che il concilio di Sardica dal 343 proibiva di creare vescovati nei centri minori per non svilire l'autorità e il ruolo dei vescovi, si può dedurre che la diocesi di Plestia fosse un centro demico nella regione metropolitica di Roma.
Quando i longobardi invasero l'Italia nel 568 facendo crollare le istituzioni romane su cui si reggeva la società, misero in crisi anche i piccoli centri come Plestia il cui territorio entrò a far parte del longobardo Ducato di Spoleto. Il Ducato di Spoleto nella zona era diviso tra varie amministrazioni (gastaldati di Spoleto, Nocera Umbra e Camerino e sculdasciato di Foligno). Un anonimo autore della vita di san Rinaldo cita Plestea tra le città ridotte a castelli con l'opera restauratrice di Ottone I (951 - 983) dopo le devastazioni di Goti, Longobardi ed altri barbari.
Sopravvisse una modesta attività abitativa che spiega la permanenza a Plestia di Ottone III nel 996, documentata da due diplomi del 23 e del 26 giugno, dopodiché Plestia scomparve dalla storia come città e come diocesi.